# Mianzhu
Mianzhu, tidigare stavat Mienchu, är en stad på häradsnivå som lyder under Deyangs stad på prefekturnivå i Sichuan-provinsen i sydvästra Kina. Den ligger omkring 85 kilometer norr om provinshuvudstaden Chengdu.